# Métropole de Chalcis
La Métropole de Chalcis (en grec byzantin : Ιερά Μητρόπολις Χαλκίδος) est un évêché de l'Église orthodoxe de Grèce. Elle a son siège à Chalcis dans l'île d'Eubée en Grèce-Centrale.

## La cathédrale
Cathédrale Saint-Démétrios de Chalcis.

## Les métropolites
- Chrysostome II (né Konstantínos Triantafýllou à Vasilikó près de Chalcis en 1957) depuis le 17 décembre 2002.
- Chrysostome Ier (né Nicolas Vergis à Athènes en 1924) de 1974 à 2002.

## Le territoire

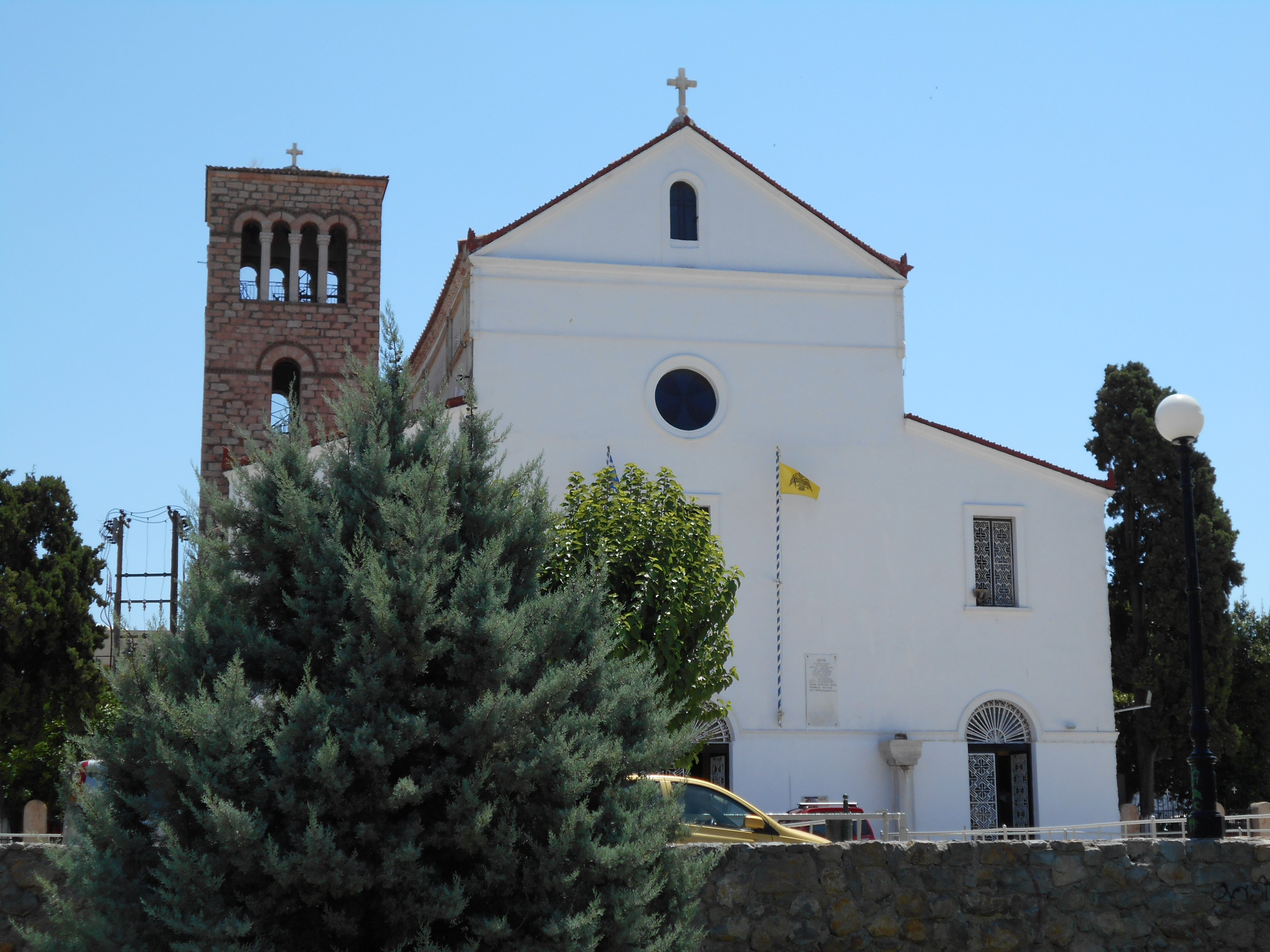
L'église Sainte-Parascève de Chalcis.

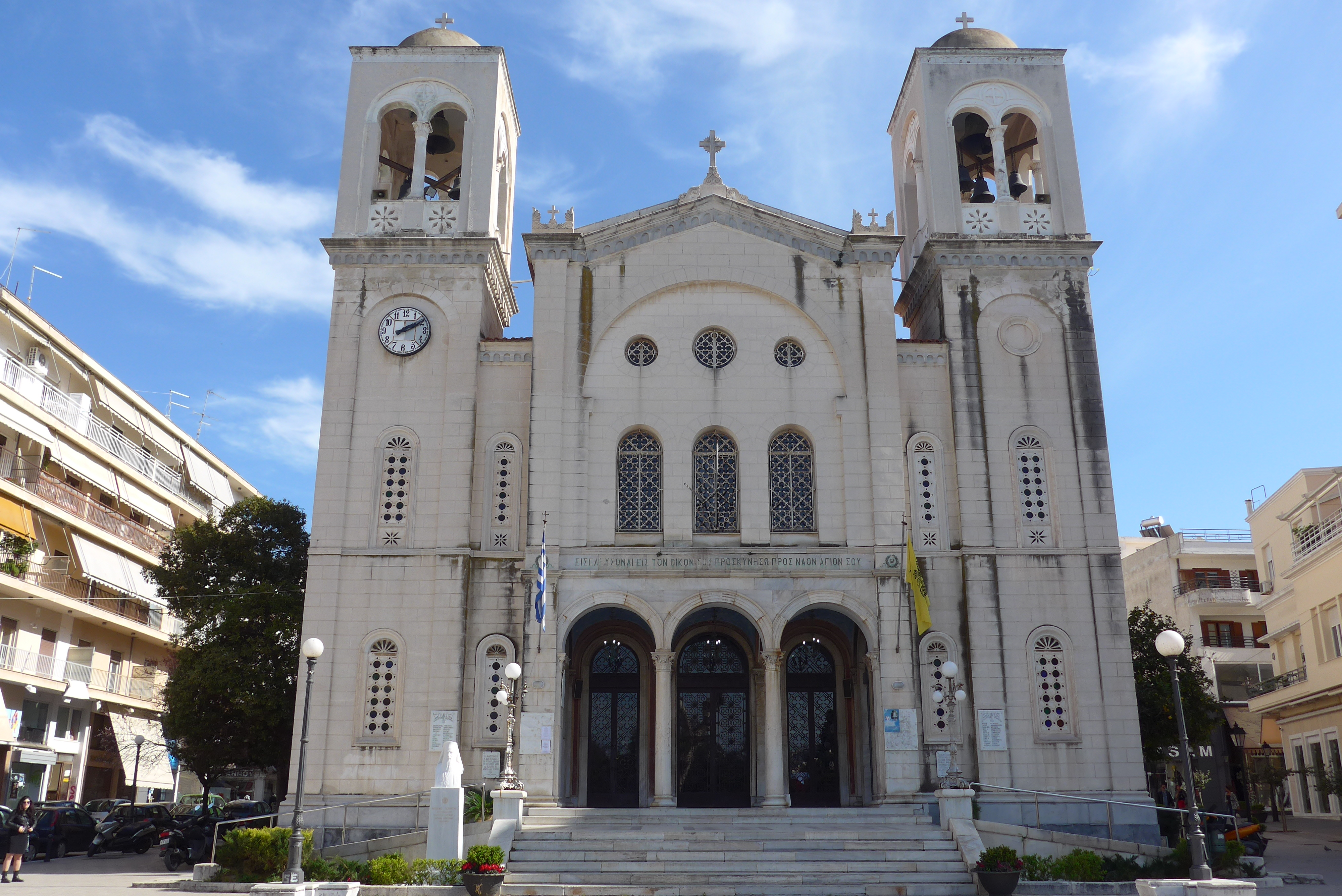
L'église Saint-Nicolas de Chalcis.

La métropole étend son ressort sur la partie nord-ouest de l'île d'Eubée et sur la partie nord ou thessalienne de l'archipel des Sporades du Nord, laissant la partie sud de l'île d'Eubée et de l'archipel (Skyros) à la métropole de Karystia et Skyros.
Elle compte 138 paroisses réparties comme suit :

### Doyenné de Chalcis
63 paroisses dont 9 à Chalkis et 3 à Psaxna.

### Doyenné d'Istaia
29 paroisses dont 3 à Istaia.

### Doyenné d'Aidipsou (Loutra-Aidipsou)
8 paroisses.

### Doyenné d'Aigaia (Limni)
9 paroisses.

### Doyenné de Kiris (Mandoudion)
9 paroisses dont :
- Prokopi, Saints-Constantin et Hélène, lieu de pèlerinage.

### Doyenné de Nili (Agia Anna)
8 paroisses.

### Doyenné deSkiathos
2 paroisses :
- Nativité de la Mère de Dieu (fête le 8 septembre).
- Trois Saints Hiérarques (fête le 30 janvier[1]).

### Doyenné de Skopélos (avec Alonissos et Vasi)
9 paroisses.

## Les monastères

### Monastère d'hommes
- Monastère Osios David l'Ancien à Limni, fondé en 1520.
- Monastère Saint-Georges à Arma, fondé en 1141.
- Monastère de l'Annonciation à la Mère de Dieu à Skiathos, fondé en 1794.

### Monastère de femmes
- Monastère Saint-Nicolas de Galataki à Limni, fondé en 1831.
- Monastère Saint-Georges à Ilia-Loutra Aidipsou, fondé en 1670.

## Les solennités locales
- La fête de sainte Parascève le 26 juillet, patronne de la ville Chalcis.
- La fête de saint Jean le Russe à Prokopi en Eubée le 27 mai.
- La synaxe des saints de l'Eubée dans la région de Manika le Dimanche du Paralytique (3e après Pâques).

## Les sources
- (el) Le site de la métropole : http://www.imchalkidos.gr/
- Diptyques de l'Église de Grèce, éditions Diaconie apostolique, Athènes (édition annuelle).